# Бялкин, Морис
Морис Бялкин (англ. Maurice P. Bialkin; 10 апреля 1913 — 7 сентября 2004) — американский виолончелист.
Окончил Джульярдскую школу (1936), в 1937 г. стал победителем Наумбурговского конкурса молодых исполнителей. Был первым исполнителем Концерта для виолончели с оркестром Владимира Дукельского, как ансамблевый музыкант выступал, в частности, в квартете Феликса Галимира. Наряду с академической карьерой участвовал в эстрадных и джазовых оркестрах — в частности, играл в оркестрах под управлением Гленна Миллера (1943—1945) и Акселя Стордаля, в оркестрах, аккомпанировавших Аструд Жилберту (при записи альбома «Пляжная самба» — англ. Beach Samba, 1966), Бадди Холли, Гарри Белафонте и др.
Был женат на балерине Рутанне Борис.